# Sumoll
Sumoll es un tipo de uva (Vitis vinifera) autóctona española. Tiene dos variedades, blanca (sumoll blanco) y tinta (sumoll tinto). Ambas están autorizadas como variedades de vinificación en la comunidad autónoma de Cataluña, según la Orden APA/1819/2007, por la que se actualiza el anexo V, clasificación de las variedades de vid, del Real Decreto 1472/2000, de 4 de agosto, que regula el potencial de producción vitícola. La extensión mayor la tiene en la región del penedès. Produce vinos de color intenso y graduación alcohólica alta.
Casi llegando a su extinción a finales de los años 80, la bodega MontRubí en el Alto Panadés, fue la pionera en recuperar esta viña, replantarla y vinificar con ella. En el año 2001 elaboraron el primer vino monovarietal de Sumoll del mundo, llamado Gaintus.
- Datos: Q3064821